# ديف فورد
ديف فورد (بالإنجليزية: Dave Ford)‏ هو لاعب كرة قاعدة أمريكي، ولد في 29 ديسمبر 1956 في كليفلاند في الولايات المتحدة.

## وصلات خارجية
- ديف فورد على موقعبيزبول رفرنس.كوم (الدوري الرئيسي) (الإنجليزية)
- ديف فورد على موقع جمعية أبحاث البيسبول الأمريكية (الإنجليزية)
- ديف فورد على موقع مشجعي الرسوم البيانية (الإنجليزية)